# Terenci Clement
Terenci Clement (llatí: Terentius Clemens) va ser un jurista romà contemporani de Salvi Julià. Probablement era del temps de l'emperador Hadrià. S'ha suposat que podria ser la mateixa persona que Pactumeu Clement, i el seu nom complet seria Terenci Pactumeu Clement, però sembla poc probable.
Va escriure un tractat sobre la lex Julia et Papia Poppaea, amb el títol "Ad Leges Libri xx" del que es conserven alguns fragments al Digest.